# Хиллкрест-Хайтс (Флорида)
Хиллкрест-Хайтс (англ. Hillcrest Heights) — муниципалитет, расположенный в округе Полк (штат Флорида, США) с населением в 266 человек по статистическим данным переписи 2000 года.

## География
По данным Бюро переписи населения США муниципалитет Хиллкрест-Хайтс имеет общую площадь в 0,52 квадратных километров, водных ресурсов в черте населённого пункта не имеется.
Муниципалитет Хиллкрест-Хайтс расположен на высоте 72 м над уровнем моря.

## Демография
По данным переписи населения 2000 года в Хиллкрест-Хайтс проживало 266 человек, 75 семей, насчитывалось 99 домашних хозяйств и 138 жилых домов. Средняя плотность населения составляла около 511,54 человек на один квадратный километр. Расовый состав населённого пункта распределился следующим образом: 96,62 % белых, 1,88 % — чёрных или афроамериканцев, 0,75 % — азиатов, 0,75 % — представителей смешанных рас, Испаноговорящие составили 1,88 % от всех жителей.
Из 99 домашних хозяйств в 36,4 % воспитывали детей в возрасте до 18 лет, 68,7 % представляли собой совместно проживающие супружеские пары, в 4,0 % семей женщины проживали без мужей, 24,2 % не имели семей. 20,2 % от общего числа семей на момент переписи жили самостоятельно, при этом 12,1 % составили одинокие пожилые люди в возрасте 65 лет и старше. Средний размер домашнего хозяйства составил 2,69 человек, а средний размер семьи — 3,15 человек.
Население муниципалитета по возрастному диапазону по данным переписи 2000 года распределилось следующим образом: 25,6 % — жители младше 18 лет, 5,3 % — между 18 и 24 годами, 27,1 % — от 25 до 44 лет, 24,8 % — от 45 до 64 лет и 17,3 % — в возрасте 65 лет и старше. Средний возраст жителей составил 40 лет. На каждые 100 женщин в Хиллкрест-Хайтс приходилось 92,8 мужчин, при этом на каждые сто женщин 18 лет и старше приходилось 98,0 мужчин также старше 18 лет.
Средний доход на одно домашнее хозяйство составил 60 556 долларов США, а средний доход на одну семью — 62 143 доллара. При этом мужчины имели средний доход в 40 833 доллара США в год против 33 125 долларов среднегодового дохода у женщин. Доход на душу населения составил 60 556 долларов в год. 2,9 % от всего числа семей в населённом пункте и 1,5 % от всей численности населения находилось на момент переписи населения за чертой бедности, при этом 5,7 % из них были моложе 18 лет.